# Tojad lisi
Tojad lisi (Aconitum lycoctonum L. em. Koelle) – gatunek rośliny z rodziny jaskrowatych.

## Rozmieszczenie geograficzne
Występuje w Azji i w Europie. W Azji występuje na Syberii, w środkowej Azji, w Chinach i Mongolii. W Europie występuje w jej części środkowej, południowej i zachodniej, z centrum zasięgu w Alpach); do około 2400 m n.p.m. W Polsce występuje wyłącznie podgatunek A. lycoctonum subsp. lycoctonum i tylko w Kotlinie Żywieckiej, w 2008 potwierdzono jego występowanie tutaj na czterech stanowiskach: na zachodnich stokach góry Grojec, na stokach góry Matyska, oraz nad potokiem Łękawka w Gilowicach i potokiem Kalonka.

## Morfologia
PokrójDuża roślina o wysokości 40-150 cm i włóknistych korzeniach bez bulw.
LiścieDolne liście łodygowe i liście odziomkowe dłoniasto klapowate, długoogonkowe, wyższe krótkoogonkowe lub siedzące.
KwiatyW odróżnieniu od innych rodzimych gatunków tojadów o kwiatach fioletowych, kwiaty tojadu lisiego są bladożółte lub białawe. Kwiatostan wydłużony z odstającymi odgałęzieniami, na których kwiaty zebrane są w grona. Mają przylegająco owłosiony, walcowaty hełm o długości ok. trzykrotnie większej od szerokości. Ostrogi są spiralnie zwinięte i wewnątrz zawierają nektar.
OwocWielonasienny mieszek. Nasiona tępo trójkanciaste, czerniawe i przeważnie nagie.

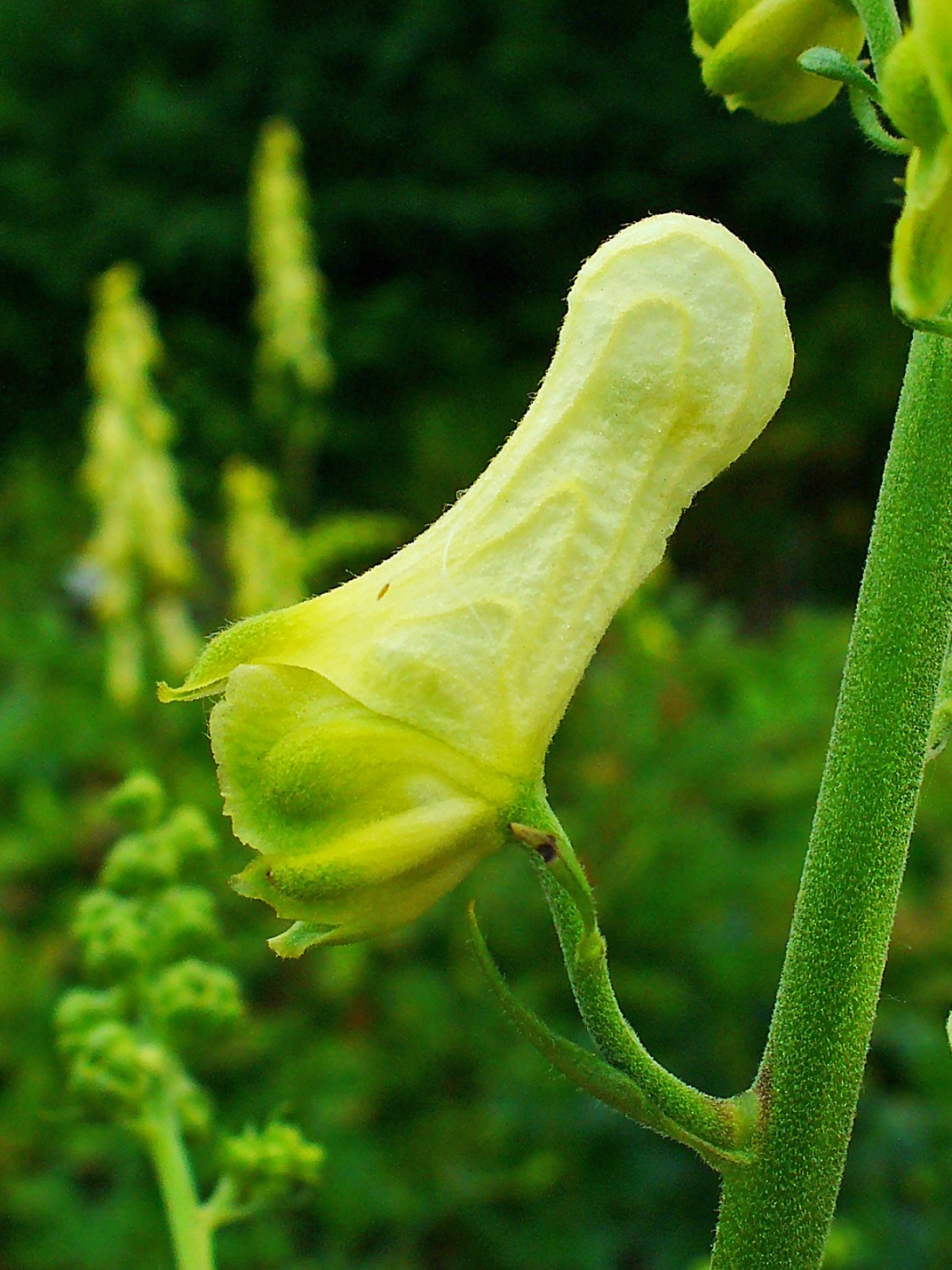
Kwiat
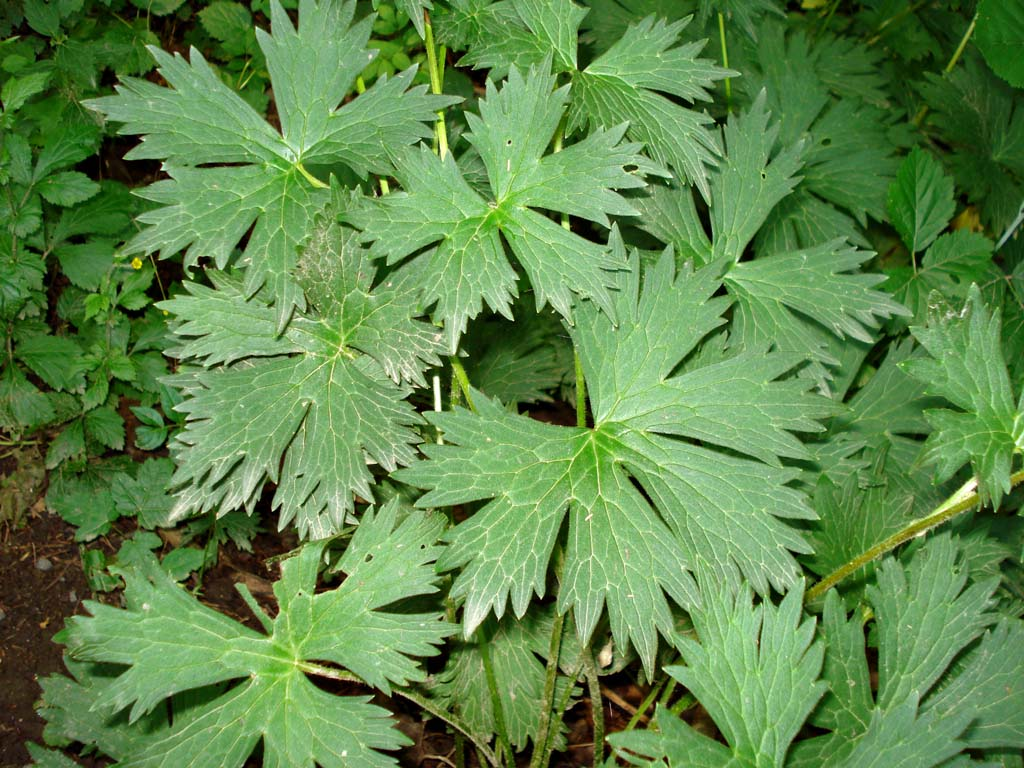
Liście
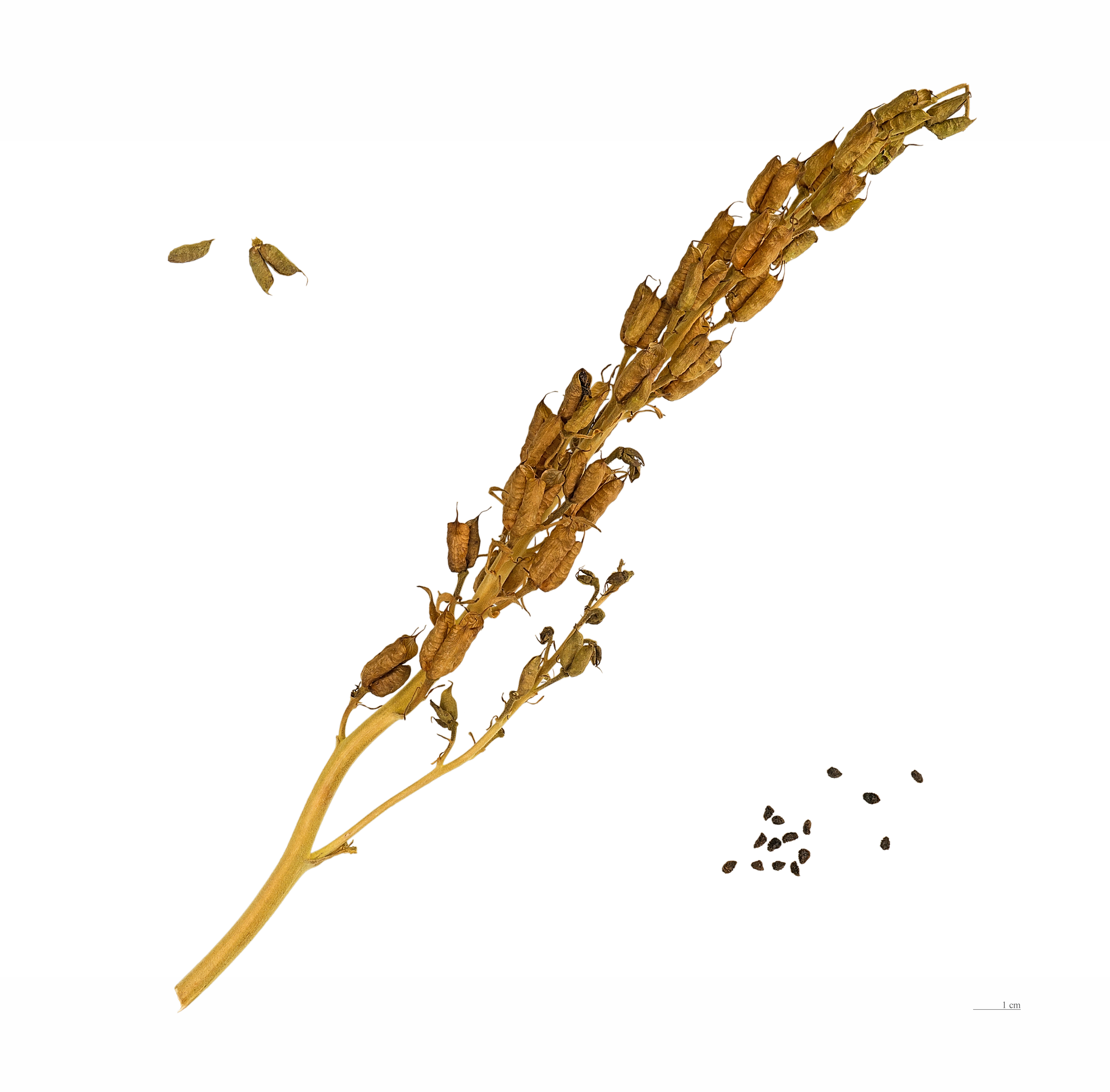
Owoce i nasiona

## Biologia i ekologia
Bylina, hemikryptofit. Rozmnaża się wyłącznie przez nasiona. W Polsce kwitnie od czerwca do sierpnia, kwiaty zapylane są przez trzmiele. Roślina przywiązana jest do podłoża bogatego w węglan wapnia. W Polsce występuje przede wszystkim w zbiorowiskach leśnych i zaroślowych, rozwijających się na stromych, niestabilnych zboczach. Liczba chromosomów 2n=16.
Jest rośliną bardzo silnie trującą, jedną z najbardziej trujących rosnących u nas. Trująca jest cała roślina, a szczególnie nasiona i korzenie. Roślina zawiera akonitynę, która w niewielkich dawkach działa pobudzająco, przy większych powoduje paraliż nerwów ruchowych i czuciowych. Przy doustnym spożyciu już 2-5 g tojadu lisiego może spowodować zatrzymanie akcji serca i paraliż oddechowy, w rezultacie śmierć. Może się wchłaniać także przez skórę.

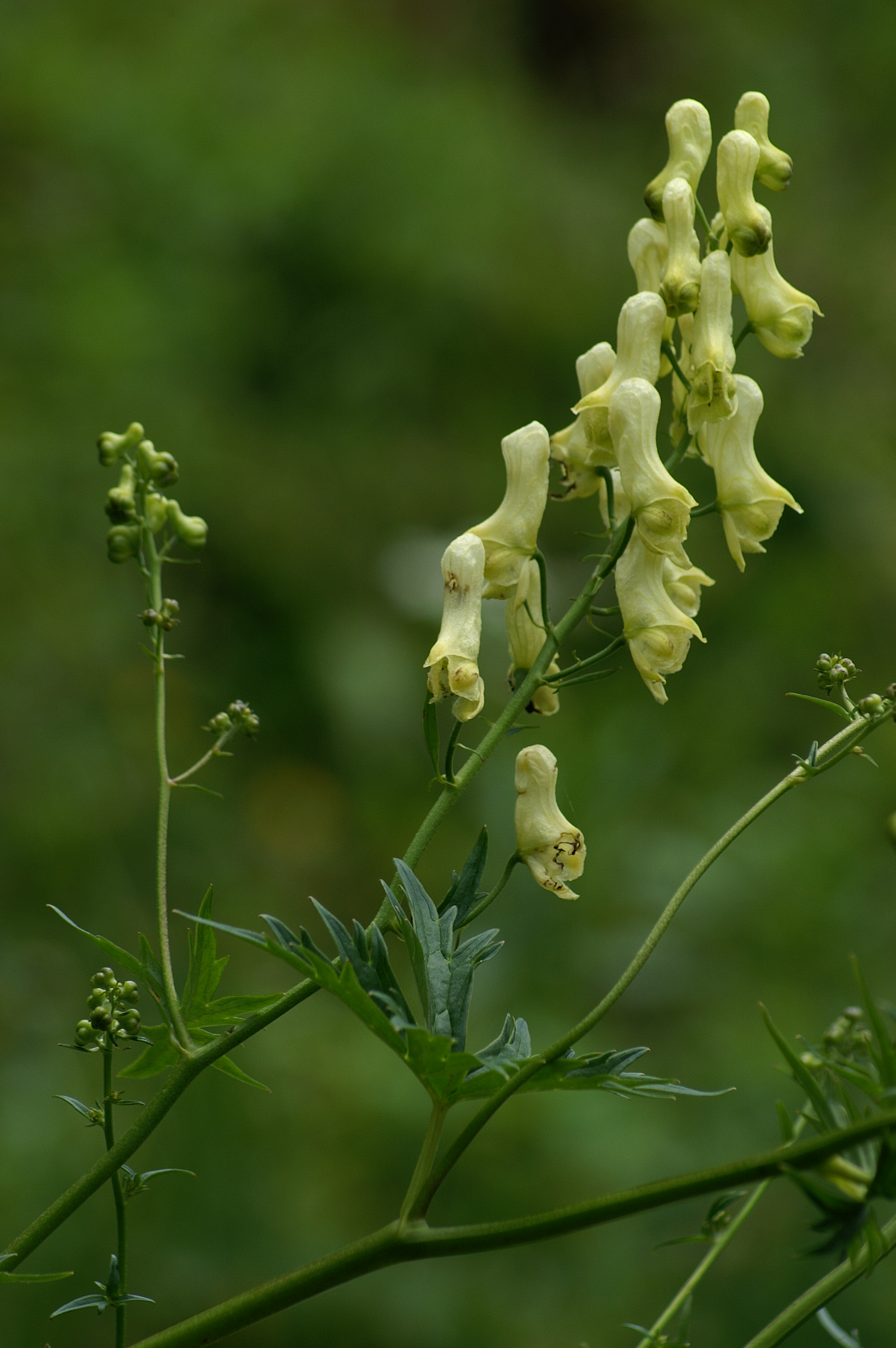
Kwiatostan

## Zagrożenia i ochrona
Roślina objęta jest ścisłą ochroną gatunkową. W Czerwonej liście roślin i grzybów Polski (2006) jest umieszczona w grupie gatunków rzadkich, potencjalnie zagrożonych (kategoria zagrożenia R). W wydaniu z 2016 roku otrzymała kategorię EN (zagrożony). Umieszczona w Polskiej Czerwonej Księdze Roślin w kategorii EN – zagrożony.
Stanowiska tojadu lisiego w Polsce zlokalizowane są w obrębie nielicznych enklaw leśnych i zaroślowych o niewielkiej powierzchni, w sąsiedztwie terenów rolniczych i zurbanizowanych. Są one narażone z uwagi na możliwość bezpośredniego zniszczenia wskutek działań człowieka. Żadne ze stanowisk nie jest objęte obszarową ochroną prawną.

## Systematyka i zmienność
- Wyróżnia się 2 podgatunki[5]
  - Aconitum lycoctonum subsp. lycoctonum. Endemit europejski.
  - Aconitum lycoctonum subsp. vulparia
- Synonimy[5]:
  - Aconitum excelsum Rchb. = Aconitum lycoctonum subsp. lycoctonum
  - Aconitum lycoctonum auct. = Aconitum lycoctonum subsp. vulparia
  - Aconitum septentrionale Koelle = Aconitum lycoctonum subsp. lycoctonum
  - Aconitum vulparia Rchb. ≡ Aconitum lycoctonum subsp. vulparia

## Zastosowanie i uprawa
Bywa uprawiany w ogrodach jako roślina ozdobna. Najlepiej rośnie na żyznej glebie i na częściowo zacienionym stanowisku. Rozmnaża się go przez podział jesienią (po obeschnięciu liści), lub przez wysiew nasion. Zwykle wymaga podpór, gdyż jego pędy mają skłonność do wylegania.